# Jáde mester
A Jáde mester (eredeti cím: L'armure de Jade) 2022-től futó francia animációs kalandsorozat, amelyet Corinne Kouper alkotott, valamint MJ Offen írt, Chloe Miller és Dennis Do rendezett. A sorozat Lan Junt, egy tinédzser lányt követi nyomon, aki szupergonoszokkal küzd mint a legendás szuperhős Jáde. A sorozatot Franciaországban 2022. szeptember 7-én az Okoo, míg Magyarországon 2023. február 15-én a Cartoon Network mutatta be.
2023-ban berendelték a második évadot.

## Cselekmény
A tinédzser Lan Jun örökli a misztikus szuperhős Jáde köpenyét. Szupergonoszokkal kell megküzdenie, köztük a Crimson Lorddal, miközben megbirkózik a tizenéves élet kihívásaival. Négy Beasticon, a legenda mágikus állata segíti.

## Szereplők
- Lan Jun Ya/Jáde (hangja Elle Hallock) a sorozat főszereplője. Apjával, nagyanyjával és dédnagyanyjával él, és nemrég lett az új Jáde.
- Alisha (hangja Justine Putmon) Lan Jun egyik legjobb barátja.
- Theo Khan, Alisha testvére és Lan Jun másik legjobb barátja.
- Crimson Lord, a fő antagonista.

## Szereposztás
| Szereplő        | Francia hang | Angol hang | Magyar hang     |
| --------------- | ------------ | ---------- | --------------- |
| Lan Jun Ya/Jáde |              |            | Kardos Eszter   |
| Alisha          |              |            | Lamboni Anna    |
| Theo Khan       |              |            | Markovics Tamás |
| Bíbor Nagyúr    |              |            | Moser Károly    |
|                 |              |            |                 |

### Magyar változat
A szinkront a Cartoon Network megbízásából a Direct Dub Studios készítette.
- Bemondó: Zahorán Adrienne
- Magyar szöveg: Baán Szilvia (1-13. rész), Szentesi Márai (14. résztől)
- Szinkronrendező: Derzsi Csilla
- További magyar hangok: Bordás János, Törtei Tünde, Berkes Bence, Czető Ádám,

## Epizódok
| Sorozat | Epizódok | Epizódok | Eredeti sugárzás   | Eredeti sugárzás  | Magyar sugárzás   | Magyar sugárzás |
| Sorozat | Epizódok | Epizódok | Évadpremier        | Évadfinálé        | Évadpremier       | Évadzáró        |
| ------- | -------- | -------- | ------------------ | ----------------- | ----------------- | --------------- |
| 1       | 26       | 26       | 2022. szeptember 7 | 2022. november 30 | 2023. február 15. | 2023. május 19. |

### 1. évad (2022)
| Nem. | Cím                        | Eredeti megjelenési dátum |
| --- | -------------------------- | ------------------------- |
| 1 | "Az ajándék"               | 2022. szeptember 7        |
| Lan Jun megtudja, hogy ő az új Jáde. A város óratornyában van egy szilánk, ami arra kényszeríti, hogy újra és újra átélje születésnapját. |                            |                           |
| 2 | "A balszerencse"           | 2022. szeptember 7        |
| Lan Jun balszerencsét szenved, amikor összetör egy tükröt, amelyben egy szilánk van. Még rosszabb, hogy a Crimson Lord visszatért. |                            |                           |
| 3 | "A beszélgetés"            | 2022. szeptember 14       |
| Lan Jun apja, Liam újra kapcsolatba akar lépni vele. Eközben a Crimson Lord egy szilánkot használ, hogy ellopja mindenki hangját. |                            |                           |
| 4 | "A tigris szeme"           | 2022. szeptember 14       |
| A város Arany Sárkány szobra eltűnik, és a Jáde mestert okolják érte. |                            |                           |
| 5 | "Rogue Beasticon"          | 2022. szeptember 21       |
| A vadállat Xinyan visszatér Ban Tangba, hogy bosszút álljon azokon az embereken, akik bántották őt és állattársait. |                            |                           |
| 6 | "Gravitáció"               | 2022. szeptember 21       |
| Egy elromlott Mahjong játék miatt a város gravitációja teljesen felborul. |                            |                           |
| 7 | "bábok"                    | 2022. szeptember 28       |
| A Bíbor Nagyúr egy szilánkot használ, hogy Ban Tangban mindenkit az esztelen bábjaivá varázsoljon. |                            |                           |
| 8 | "Tigris baj"               | 2022. szeptember 28       |
| Míg Jáde megpróbálja megmenteni a városlakókat egy amnéziát okozó szökőkúttól, a Fekete Tigris elrabolja Baihut. |                            |                           |
| 9 | "Az ajkak le vannak zárva" | 2022. október 5           |
| Egy szilánkba ágyazott napló elkezdi felfedni mindenki legmélyebb titkait, ami miatt Lan Jun aggódik titkos kiléte miatt. |                            |                           |
| 10 | "Xinyan felemelkedése"     | 2022. október 5           |
| Lan Jun babaméretűre zsugorodik egy új szilánk miatt, és ugyanez a szilánk teszi Xinyant gigantikussá! |                            |                           |
| 11 | "A műsornak mennie kell"   | 2022. október 12          |
| Van egy iskolai darab, és mindenki nagyszerű színész lesz. Eközben egy szilánk a színpadi lámpán az oka, és Theo nem akarja, hogy a játéka kudarcot valljon, így senkinek sem szól a szilánkról.                                                                                      |                            |                           |
| 12 | "A cica"                   | 2022. október 12          |
| A macskának van egy szilánkja, amely megváltoztatja az emberek testét. Eközben a Crimson Lord és Lan Jun versenyfutást folytat a szilánk megszerzéséért! |                            |                           |
| 13 | "A katalizátor"            | 2022. október 19          |
| A fekete tigris hirtelen elemi képességekkel rendelkezik, mint jade páncél, és ez egyre stresszesebb Lan jun számára. |                            |                           |
| 14 | "A csontváz kulcsa"        | 2022. október 19          |
| Lan Jun elveszíti nagymamája szerencsekockáját, miután a tanára elkobozza. Kai segít neki egy kulccsal, amely bármely elképzelhető helyre elküld. De a Bíbor lord a kulcsban lévő szilánkért és Kaiért jött!                                                                          |                            |                           |
| 15 | "A parfüm"                 | 2022. október 26          |
| A hipnózisos parfümben van egy szilánk, és Lan jun keresi, mert kapcsolatban áll az anyjával. De Xin Yan megvan! |                            |                           |
| 16 | "Jáde-Con"                 | 2022. október 26          |
| Jáde kongresszust tart neki. Csodálatos, amíg mindenkit be nem zárnak. Pusztításként, hogy a Bíbor lord levadászhasson egy szilánkot. |                            |                           |
| 17 | "A Beastibot"              | 2022. november 2          |
| A Crimson Lordnak most van egy robotja, amely régi vadállatai képességeivel rendelkezik, Lan Junon múlik, hogy legyőzze-e. |                            |                           |
| 18 | "A gránátalma"             | 2022. november 2          |
| Séta közben kai-val. Lan Junt megüti egy gránátalmaszilánk, amely néhány őrült változtatással egy másik dimenzióba küldi. |                            |                           |
| 19 | "Majomelme"                | 2022. november 9          |
| Xin Jun ismét visszatért egy újabb tervvel az Állatvilág újrakészítéséről! |                            |                           |
| 20 | "A szál"                   | 2022. november 9          |
| Egy szilánkos effektus szál miatt Lan jun BFF lesz a Pearl-lel. És az ő identitása mint Jáde és Pearlsé mint a fekete tigris Sidekick / lánya veszélyben van. |                            |                           |
| 21 | "A szűrő"                  | 2022. november 16         |
| A hálózati energiarendszerből származó szilánk a hangulatjeleket és a szűrőket valósághűbbé teszi a VR-szerűvé. Bíbor lordnak terve van a szilánk megszerzésére. Eközben Lan jun, theo és Alisha megpróbálják ezt megállítani.                                                        |                            |                           |
| 22 | "Jáde Noir"                | 2022. november 16         |
| A távirányítóban lévő szilánk csatája lesz lan jun, Crimson lord és Xin yan között, hogy megszerezzék, de a távirányító által vezérelt szilánk minden csatornája megváltoztatja a csatorna témáját, és a való világra hat.                                                            |                            |                           |
| 23 | "La Vie en Rose"           | 2022. november 23         |
| Lan Jun stresszes a tesztjével, miután vásárolt egy pár árnyalatot: Shard hatására minden helyzetben hideg lesz, amitől a Bíbor lord majdnem nyer. |                            |                           |
| 24 | "Átláthatóság"             | 2022. november 23         |
| A bíbor lord még mindig manipulálja Kait. Eközben Lan jun anyja lelke aktívan kommunikál vele családja, Theo és Alisha segítségével. |                            |                           |
| 25 | "Bíbor Hold"               | 2022. november 30         |
| Az Eclipse kezdődik, és a Bíbor lordnak szüksége van még 1 szilánkra a 3-ból, hogy teljessé tegye páncélját. Eközben kai-t teljesen manipulálja a Bíbor lord. Lan jun pedig stresszes, és szertartást kell végrehajtania, hogy visszahozza anyját, mielőtt a napfogyatkozás véget ér. |                            |                           |
| 26 | Végtelenül Jáde            | 2022. november 30         |
| Az Eclipse véget ért; megkezdődött a Jáde mester és a Crimson Lord végső csatája. |                            |                           |

## A sorozat készítése
A sorozatot a kínai mitológia ihlette. Chloe Miller és Corinne Kouper executive producer készítette M. Pongo Kuo koncepciója alapján. Mary Bredin társfejlesztője volt, MJ Offen főíróként és Ghislaine Pujol történetszerkesztőként. A TeamTO francia animációs stúdió 2011-ben kezdte el fejleszteni a sorozatot, a forgatókönyv-biblia és a forgatókönyvek többször is átírásra kerültek a fejlesztés során. 
A sorozat eredeti koncepciója egy férfi főszereplő akciósorozat volt. Miután Chloe Miller csatlakozott a műsorhoz, Lan Jun lett a főszereplő, akit eredetileg a férfi főszereplő legjobb barátjaként hoztak létre. Lan Jun megalkotásakor a showrunnerek azt akarták, hogy egy „hétköznapi lány” legyen, aki egyszerre nőies és erős, anélkül, hogy akár nemi sztereotípiákra, akár „fiús” archetípusra támaszkodna. Miller és Kouper arra is törekedett, hogy több komikus elemet adjon a történethez, és jobban összpontosítson a családra és az örökségre. 
A sorozat inspirációi közé tartoznak a kung fu filmek, a varázslatos lány- anime és a szuperhős képregények. A sorozat egy Tajvan által ihletett kitalált városban játszódik, és egy kínai kulturális tanácsadót béreltek fel, hogy tanácsot adjon a show-runnereknek az olyan kulturális elemek megjelenítésével kapcsolatban, mint a kung fu. Offen megjegyezte, hogy a kreatív csapat "mélyre ment" a mellékszereplők és gonosztevők jellemzésében. A sorozatot a 3 és 12 év közötti korosztály számára szánják. 
A Jáde mester művészi stílusa "grafikus és minimalista megjelenésű" volt. Az animáció 2D számítógépes grafikával készült, éles vonalvezetéssel, amelyet a sorozat művészeti igazgatója, Pierre Croco tervezett. 
A sorozat társrendezője Denis Do, a wushu harcművészetek gyakorlója volt. Hogy segítsenek a storyboard művészeknek elképzelni a show akció- és harcjeleneteit, a show-runnerek egy kaszkadőr-koordinátort béreltek fel, aki kamerával felvette az akciójeleneteket. Néhány mutatványt francia kung fu harcművészek hajtottak végre. Miller elmondta, hogy a storyboard-művészeknek fantáziájukat kellett használniuk, hogy a kaszkadőrök munkáját a show varázslatos, "nagyobb, mint az élet" akciósorozataivá alakítsák át. A sorozat koreográfiáját olyan filmek ihlették, mint a Crouching Tiger, Hidden Dragon. 
A sorozat producerei nehezen találtak ázsiai szinkronszínészeket, illetve olyan szinkronszínészeket, akik más nyelvekre tudták szinkronizálni a francia sorozatot. A szinkronkészséggel rendelkező szinkronszínészek megtalálásának nehézségei miatt a TeamTO École Cartoucherie Animation Solidaire a Frog Boxszal és a Titrafilmmel együttműködve létrehozta a szinkrontanfolyamot. 
A TeamTO 2016-ban a Kidscreen Summit rendezvényen kiadott egy forgatókönyv-bibliát és előzetest. 
A sorozat második évadának fejlesztése 2023 júniusában kezdődött. 